# Frances Barber
Pour les articles homonymes, voir Barber.
Frances Barber, née le 13 mai 1958 à Wolverhampton, est une actrice britannique. Elle se distingue par un riche et long parcours théâtral. Elle est également apparue dans de nombreuses productions télévisuelles.

## Biographie
Frances Barber a fait des études d'art dramatique à l'université de Bangor, au Pays de Galles à la même époque que le producteur de films Danny Boyle, dont elle fut la petite amie. L'un de ses plus proches amis est l'acteur Ian McKellen, qui a financé une bibliothèque portant son nom en Inde,. En 2006, l'université de Wolverhampton lui a accordé le statut de membre honoraire.
Frances Barber est bien connue des téléspectateurs britanniques; elle apparaît en tant qu'invitée dans la saison 2007 de la série de la BBC Les Arnaqueurs VIP, elle a repris le rôle de Goneril dans le téléfilm King Lear. En 2008, elle a joué le rôle de Mrs Prentice dans la sitcom de la BBC Beautiful People et Nancy dans Casualty. En 2011, elle joue un rôle secondaire dans Doctor Who épisodes La Retraite du démon et Le Mariage de River Song en tant que Madame Kovarian. Son personnage apparaît tout au long de la saison 6, figurant brièvement dans L'Impossible Astronaute, deuxième partie, La Marque noire, La Chair vivante, première partie, La Chair vivante, deuxième partie, et Tournée d'adieux. Elle joue l'un des rôles principaux de l'épisode 'Polymorph' dans la saison 3 du show de sciences fiction humoristique Red Dwarf. En 2012, Barber a rejoint le casting de la série à succès de BBC One, Silk.

## Filmographie
- 1982 : Drôle de missionnaire (The Missionary) de Richard Loncraine
- 1985 : Zoo (A Zed & Two Noughts)
- 1986 : Castaway
- 1987 : Prick Up Your Ears
- 1987 : Sammy et Rosie s'envoient en l'air (Sammy and Rosie Get Laid (1987)
- 1989 : Chambre à part de Jacky Cukier
- 1989 : Behaving Badly (TV)
- 1989 : Red Dwarf – Polymorph (TV)
- 1992 : Soft Top Hard Shoulder
- 1992 : The Leaving of Liverpool (TV)
- 1992 : Death of the Self (TV - Inspector Morse)
- 1994 : Du fond du cœur de Jacques Doillon
- 1994 : Giorgino
- 1995 : Space Precinct (TV)
- 1996 : A Royal Scandal (TV)
- 1997 : The Ice House (TV)
- 1998 : Still Crazy : De retour pour mettre le feu
- 1998 : Murder Most Horrid
- 1999 : Bremner, Bird and Fortune (TV)
- 2000 : Coup pour coup (Shiner) de John Irvin : Georgie
- 2002 : Manchild (TV)
- 2002 : Flyfishing (TV)
- 2003 : My Family – Owed to Susan (joue Vanessa) (TV)
- 2003 : Légions : Les Guerriers de Rome
- 2003 : Monkey Dust (TV) (voice)
- 2004 : Evilenko
- 2005 : The IT Crowd – Aunt Irma Visits (TV)
- 2005 : Miss Marple – Un meurtre sera commis le ... (joue Hinch) (TV)
- 2005 : Funland (TV)
- 2007 : Les Arnaqueurs VIP (TV)
- 2008 : King Lear
- 2008 : Beautiful People
- 2009 : The Fattest Man in Britain
- 2009 : The Royal
- 2011 : Doctor Who (TV) (sept épisodes de la saison 6)
- 2011 : Friday Night Dinner
- 2011 : Meurtres au paradis - La mariée était en blanc (Diana Watson) (TV)
- 2012 : Silk
- 2012 : Vexed (en) (saison 2, épisode 6)
- 2015 : Mr. Holmes de Bill Condon
- 2017 : Une femme heureuse (The Escape) de Dominic Savage : Alison
- 2017 : Film Stars Don't Die in Liverpool de Paul McGuigan
- 2017 : The Bookshop d'Isabel Coixet : Jessie

## Comédie musicale
- 2001 : Closer to Heaven (Billie Trix)